# Devoke Water
Devoke Water è un piccolo lago nella regione centro-occidentale del Lake District inglese, nella contea di Cumbria. È il più grande tarn nel Lake District.
Si trova su Birker Fell, 1 km a ovest della strada tra Ulpha ed Eskdale, ad un'altitudine di 770 223 metri. Ha una profondità media di 14 metri.
Si raggiunge tramite una mulattiera. C'è una rimessa-rifugio per barche, in pietra a due piani, e una stalla in rovina.

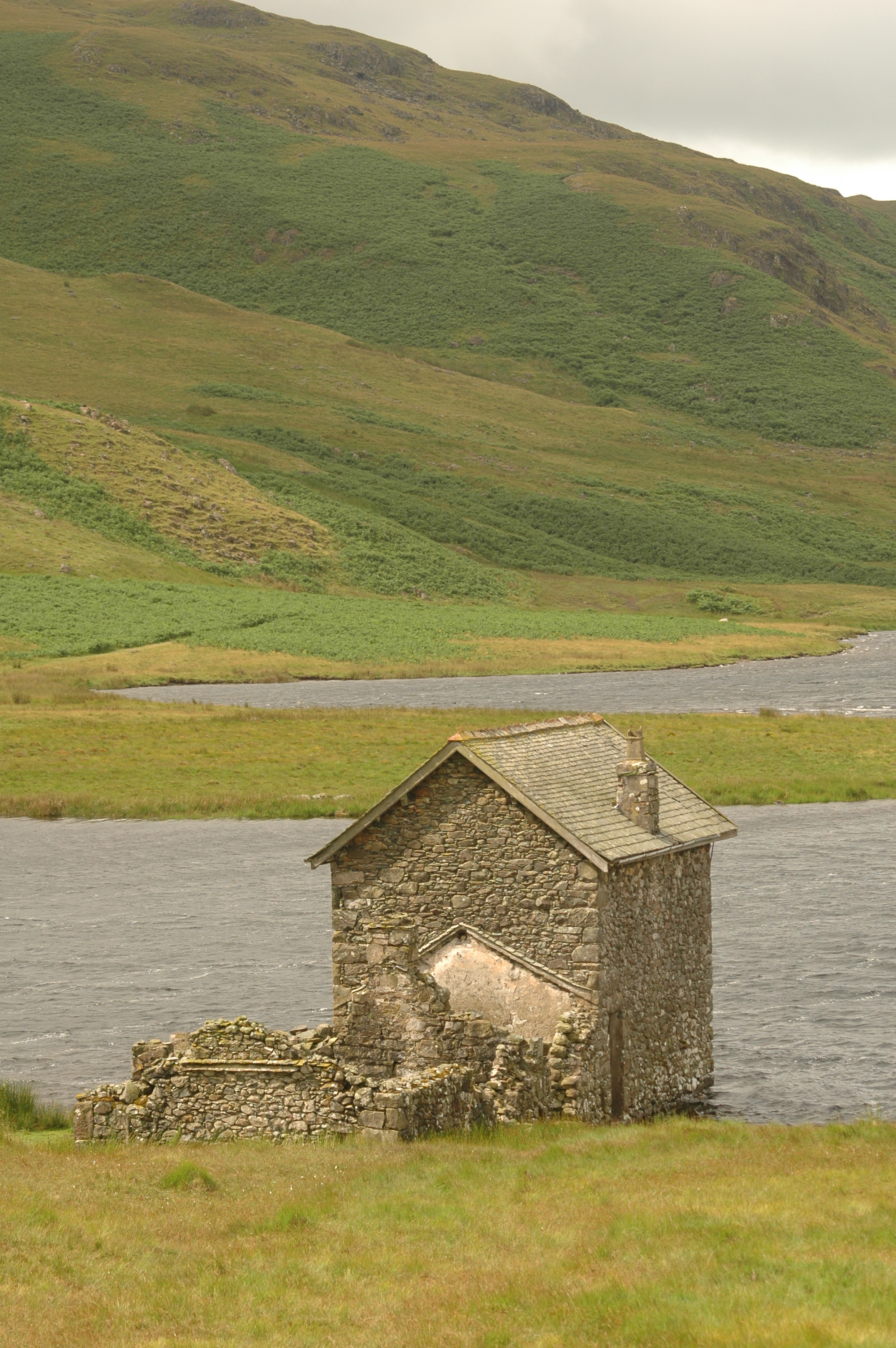
Un capanno sulle rive del lago.

Devoke Water ha uno sbocco a nord-ovest, attraverso Linbeck Gill, che si unisce al fiume Esk nella frazione di Linbeck.
I diritti di pesca a Devoke Water sono di proprietà di Millom Anglers ed il lago è rifornito di trote brune. Ci sono anche perca.

## Il circuito del Devoke Water
Uno dei capitoli di The Outlying Fells of Lakeland di Alfred Wainwright descrive una passeggiata circolare in senso antiorario intorno al Devoke Water, che inizia e finisce sulla strada a est. Descrive le cime Rough Crag di 320 metri sul livello del mare, Water Crag di 304, White Pike di 420, Yoadcastle di 490, Woodend Height di 487 e Seat How di 310, e afferma che "è prevalentemente per la prospettiva montana che questa passeggiata guadagna una forte raccomandazione", osservando che la vista dalle cime include il "Pillar" e le vicine colline a nord, il gruppo Scafell a nord nord est e il gruppo Bowfell a nord-est, così come l'Isola di Man e la centrale elettrica di Sellafield. Avverte che "Linbeck Gill è invalicabile mantenendo le scarpe asciutte dopo la pioggia".
Tutte e sei le vette sono classificate come "Birketts". Yoadcastle è classificato come un "Fellranger", descritto da Richards nel volume Coniston della sua serie di libri. È tra le 21 di queste vette (originariamente 18 prima dell'estensione del Lake District) che non sono incluse nell'elenco principale di Wainwright di 214.